# Болбоаса
Болбоаса (рум. Bolboasa) — село у повіті Горж в Румунії. Входить до складу комуни Болбоші.
Село розташоване на відстані 231 км на захід від Бухареста, 32 км на південь від Тиргу-Жіу, 66 км на північний захід від Крайови.

## Населення
За даними перепису населення 2002 року у селі проживали 395 осіб, усі — румуни. Усі жителі села рідною мовою назвали румунську.